# Fransk-tyska brigaden
Fransk-tyska brigaden (franska:  Brigade Franco-Allemande; tyska: Deutsch-Französische Brigade) är ett gemensamt militärt förband med enheter från franska armén och Bundeswehr. Brigaden står under Eurocorps befäl.

## Bakgrund

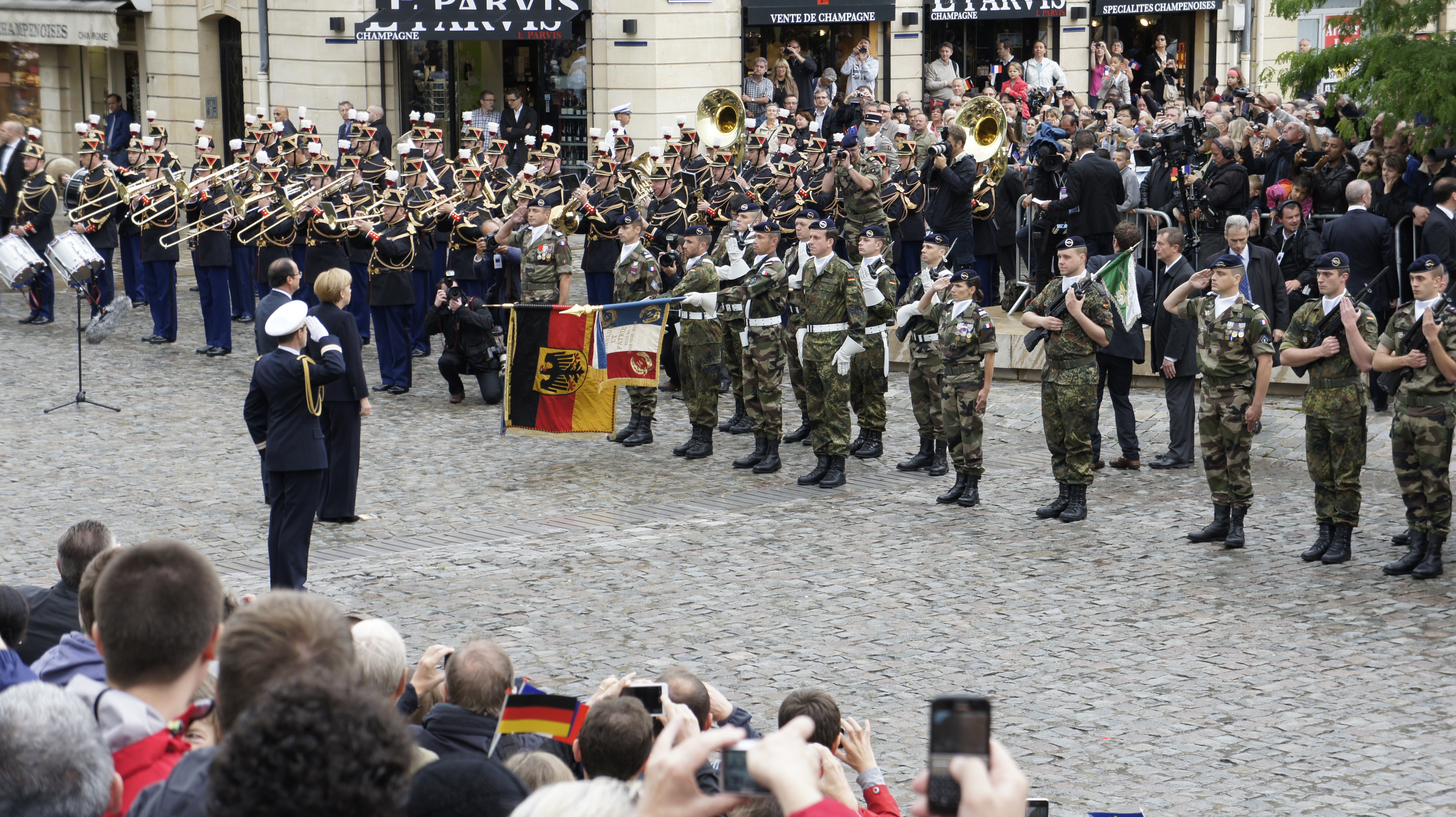
Frankrikes president François Hollande och Tysklands förbundskansler Angela Merkel inspekterar hedersvakt från Fransk-tyska brigaden, 19 oktober 2012.

1987 skapades det Fransk-tyska försvars- och säkerhetsrådet. Samma år ägde även den första fransk-tyska manövern rum - Kecker Spatz. Den fransk-tyska brigaden sattes upp 1987 och var insatsberedd 1989. Den är stationerad i Müllheim i Landkreis Breisgau-Hochschwarzwald, Baden-Württemberg, som en del av Eurokåren men har garnisoner på flera platser. Exempelvis Müllheim, Stetten am kalten Markt, Donaueschingen, Illkirch-Graffenstaden, Metz och Sarrebourg. Staben finns i Müllheim. Den består av de tyska förbanden Jägerbataillon 291, Jägerbataillon 292, Artilleriebataillon 295, Panzerpionierkompanie 550; och franska 3e régiment de hussards, 1er régiment d'infanterie. Högsta befälet alternerar mellan länderna. 
Brigaden har deltagit i fredsbevarande operationer på balkan, de har stött ISAF i Afghanistan, verkat katastrofavhjälpande när oljetankern Erika sprang läck, genomfört insatser på Kap Verde och mera.